# مولیر (فیلم ۱۹۷۸)
مولیر (به فرانسوی: Molière) یک فیلم درام فرانسوی در سال ۱۹۷۸ به کارگردانی آریان منوشکین است. این فیلم به جشنواره کن در سال ۱۹۷۸ وارد شد.
این فیلم در فرانسه با عنوان زندگی یک مرد صادق نیز شناخته شده‌است.

## موضوع
ژان باتیست پوکلن توسط پدر و پدربزرگش بزرگ شده‌است زیرا مادرش وقتی که وی بسیار کم سن است، می‌میرد. او در کودکی و نوجوانی خدمتکار است و سپس در دانشگاه حقوق می‌خواند. در شغل بازیگری به سفر می‌پردازد. قبل از معروف شدنش به عنوان مولیر نمایشنامه نویس، فیلیپ یکم و لوئی چهاردهم را تحت تأثیر قرار می‌دهد.

## بازیگران
- فیلیپ کوبر در نقش مولیر
- بریژیت کتیون در نقش آرماند بژار
- آلبر دلفی در نقش مولیر نیکولا بوالو